# Rogers Cup 2009

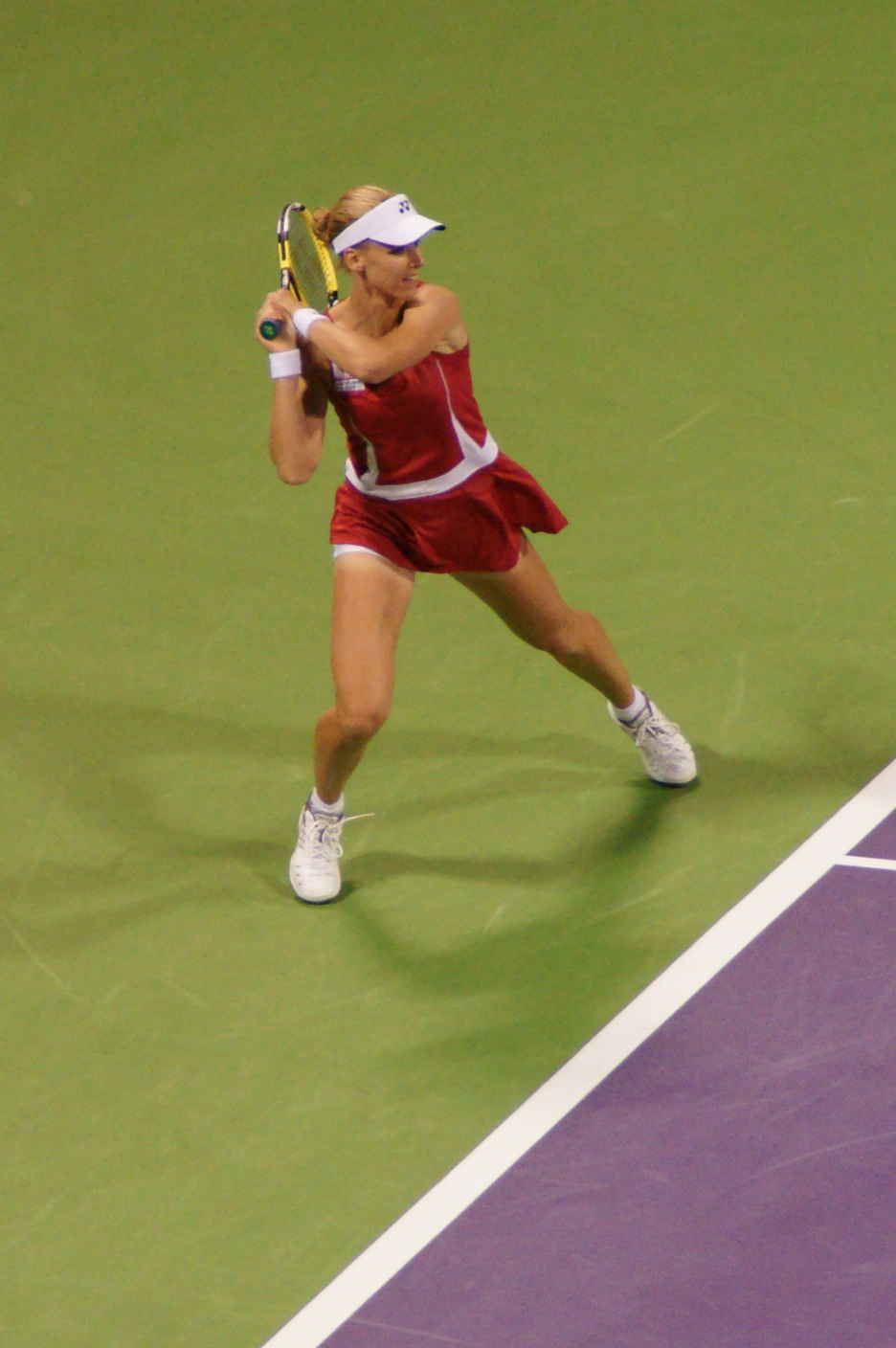
Чемпионка одиночного турнира — россиянка Елена Дементьева

Открытый чемпионат Канады по теннису 2009 (англ. Canadian Open 2009) (также известный как Canada Masters 2009 или 2009 Rogers Masters presented by National Bank и 2009 Rogers Cup по спонсорским причинам) — ежегодный профессиональный теннисный турнир в серии Мастерс для мужчин и WTA Premier 5 для женщин. Соревнование традиционно проводится на открытых хардовых кортах. Мужской турнир в этом году проводился в Монреале, а женский — в Торонто. Мужские соревнования прошли с 8 по 16 августа; женские — с 15 по 23.
Прошлогодние победители:
- мужской одиночный разряд —  Рафаэль Надаль
- женский одиночный разряд —  Динара Сафина
- мужской парный разряд —  Даниэль Нестор /  Ненад Зимонич
- женский парный разряд —  Кара Блэк /  Лизель Хубер

## US Open Series

### Мужчины
К четвёртой соревновательной неделе борьба за бонусные призовые выглядела следующим образом:
| Место | Игрок                  | Турниров 1 | Побед | Очков |
| ----- | ---------------------- | ---------- | ----- | ----- |
| 1     | Сэм Куэрри             | 2          | 1     | 115   |
| 2-3   | Робби Джинепри         | 1          | 1     | 70    |
| 2-3   | Хуан Мартин дель Потро | 1          | 1     | 70    |
| 4     | Джон Изнер             | 3          | -     | 65    |
| 5-6   | Карстен Болл           | 1          | -     | 45    |
| 5-6   | Энди Роддик            | 1          | -     | 45    |
| 7     | Томми Хаас             | 2          | -     | 40    |
| 8-10  | Франк Данцевич         | 1          | -     | 25    |
| 8-10  | Фернандо Гонсалес      | 1          | -     | 25    |
| 8-10  | Леонардо Майер         | 1          | -     | 25    |

* — Золотым цветом выделены участники турнира.
1 — Количество турниров серии, в которых данный участник достиг четвертьфинала и выше (Premier) или 1/8 финала и выше (Premier 5 и Premier Mandatory)

### Женщины
К четвёртой соревновательной неделе борьба за бонусные призовые выглядела следующим образом:
| Место | Игрок             | Турниров 1 | Побед | Очков |
| ----- | ----------------- | ---------- | ----- | ----- |
| 1-2   | Елена Янкович     | 2          | 1     | 115   |
| 1-2   | Флавия Пеннетта   | 2          | 1     | 115   |
| 3-6   | Саманта Стосур    | 2          | -     | 70    |
| 3-6   | Марион Бартоли    | 1          | 1     | 70    |
| 3-6   | Елена Дементьева  | 2          | -     | 70    |
| 3-6   | Динара Сафина     | 1          | -     | 70    |
| 7     | Винус Уильямс     | 2          | -     | 60    |
| 8-10  | Сорана Кырстя     | 2          | -     | 40    |
| 8-10  | Даниэла Гантухова | 2          | -     | 40    |
| 8-10  | Мария Шарапова    | 1          | -     | 40    |

* — Золотым цветом выделены участники турнира.
1 — Количество турниров серии, в которых данный участник достиг четвертьфинала и выше (Premier) или 1/8 финала и выше (Premier 5 и Premier Mandatory)

## Соревнования

### Мужчины одиночки
Энди Маррей обыграл  Хуана Мартина дель Потро со счётом 6-74, 7-63, 6-1
- Маррей завоёвывает свой 5-й титул в году и 13-й за карьеру в ATP. Причём этот титул становиться уже вторым категории Мастерс в году.
- Впервые в истории ATP до четвертьфинала дошли 8 первых сеянных, являвшихся на тот момент 8 первыми игроками мира по рейтингу этой организации.

### Женщины одиночки
Елена Дементьева обыграла  Марию Шарапову со счётом 6-4, 6-3.
- Этот титул стал для Дементьевой третьим в году и 14-м за карьеру.

### Мужчины пары
Махеш Бхупати /  Марк Ноулз обыграли  Максима Мирного /  Энди Рама со счётом 6-4, 6-3.

### Женщины пары
Нурия Льягостера Вивес /  Мария Хосе Мартинес Санчес обыграли  Саманту Стосур /  Ренне Стаббс со счётом 2-6, 7-5, [11-9].